# Barcelona (album)
A Barcelona Freddie Mercury énekes és Montserrat Caballé operaénekesnő közös albuma, amely az opera és a popzene műfaját keresztező dalokat tartalmazott. A lemez 1988. október 10-én jelent meg a Polydor Records kiadásában. Az album készítésében rajtuk kívül nagymértékben közreműködött producerként és zeneszerzőként Mike Moran, valamint producerként és hangmérnökként David Richards. 1986 végén Pino Sagliocco, a Queen spanyolországi munkatársa hozta össze a találkozót a két művész között, miután Mercury megemlítette egy spanyolországi televízió-műsorban, hogy szívesen dolgozna együtt az énekesnővel. Sagliocco terve mindössze annyi volt, hogy lépjenek fel együtt egy barcelonai rendezvényen, de Mercury és Caballé az első találkozásuk után úgy döntöttek, egy egész albumnyi duettet készítenek.
A felvételek 1987 eleje és 1988 közepe között zajlottak nagyrészt Londonban, kisebb részt a svájci Montreux-ban. Caballé sűrű programja és koncert-kötelezettségei miatt kevés időt tudott velük tölteni a stúdióban, így főleg Moranra és Mercuryra hárult a feladat, hogy megírják a dalokat, és felvegyék az alapokat, ehhez igazítva énekelte el később a díva az ő részeit. A rugalmasság érdekében a címadó dal kivételével nem alkalmaztak valódi zenekart, hanem Moran programozta szintetizátorokon a zenei háttereket. Mercuryt és Morant minden dalnál jelölték szerzőnek, általánosságban a szöveget az előbbi, a zene nagy részét az utóbbi szerezte. Idő szűke miatt két dal szövegét Tim Rice írta, illetve Mercury felajánlására egy dal szövegét Caballé.
Az albumról kislemezként a "The Golden Boy", a "How Can I Go On" és "Barcelona" dalok jelentek meg. Utóbbi volt az album fő dala: a legsikeresebb slágere, és az 1992. évi nyári olimpiai játékok nem hivatalos dala lett. A lemez megjelenése után Caballé és Mercury előadott róla élőben pár dalt. Utóbbi a projekt kedvéért levágatta a bajszát, és visszafogta a rockzenészként rá jellemző vadságot, ami mind a lemezborítón, mind az élő előadásokon észrevehető volt. Eredeti megjelenésekor mérsékelt közönségsikert aratott, de Mercury halála után, 1992-ben újra megjelent, valamivel nagyobb érdeklődést keltve. A kritikusok általában vegyesen fogadták, de a többségük értékelte a szokatlanságát és kifinomultságát. Megjelenésének huszonötödik évfordulójára újra kiadták, amely alkalomra minden dalát klasszikus zenekari kísérettel újra felvették.

## Háttér
Freddie Mercury a Queen énekeseként 1986 nyarán részt vett az együttes Magic Tour elvnevezésű nagyszabású és nagy sikerű európai turnéján. A turné után a Queen szüneteltette a közös munkát, Mercury pedig 1987 elején kiadta a „The Great Pretender” című klasszikus dal feldolgozását, amely jól szerepelt Angliában. A dal megjelenése után terjedt el a pletyka, hogy esetleg feldolgozásalbumot készít. Montserrat Caballét 1981 januárjában látta először élőben. Az operát addig csak távolról szemlélő énekest a személyi titkára, Peter Freestone győzte meg, hogy látogasson el az énekesnő a Covent Gardenben tartott koncertjére. Mercuryra nagy hatással volt az előadás, attól kezdve Caballé nagy tisztelője lett.
1986 augusztusában egy spanyolországi televíziós interjúban megkérdezték tőle, hogy melyik énekesnőt tiszteli a legjobban, és ő azonnal Caballét említette. Pino Sagliocco, az együttes spanyolországi promotere látva az interjút arra gondolt, hogy összehozná a két előadót egy duett erejéig. Sagliocco volt a rendezője az Ibiza 92 koncertnek, amely azt ünnepelte, hogy Barcelona nyerte meg az 1992-es nyári olimpia rendezési jogát. Felkereste Jim Beach-t, a Queen ügyvédjét, és megszerveztek egy találkozót Mercury és Caballé között. Mercury eleinte ódzkodott az ötlettől, nem tartotta magát alkalmasnak rá, végül mégis belement. Caballé küldött neki a fellépéseit megörökítő videokazettákat, hogy tudja tanulmányozni az előadói stílusát. Cserébe Mercury is küldött kazettákat a saját fellépéseiről.
Mercury Mike Moran billentyűst, producert kérte fel, hogy legyen segítségére a közös munkában. Pár hét alatt kazettára vették pár ötletkezdeményüket: az „Exercises in Free Love”-ot, amelyben Mercury Caballét utánozva skáláz, és még másik két dalkezdeményt, amelyekből később „The Fallen Priest” és „Guide Me Home” címen kerekedett kész dal. A két előadó 1987. március 24-én találkozott először a barcelonai Ritz Hotelben. Mercury nagyon ideges volt a találkozó előtt, morális támogatásként Morant magával vitte. Úgy érezte, hogy végre nem ő a legfontosabb személy a szobában, és alig tudta megszólítani a dívát. Az együtt elköltött vacsora után beszélgettek, lejátszották a szalagokat, valamint Moran elzongorázta az "Exercises in Free Love"-ot. A beszélgetés során kiderült, hogy míg Mercury egy vagy két dalt akart felvenni, addig Caballé egy egész albumon gondolkozott. Végül megállapodtak, hogy írnak egy dalt kifejezetten Sagliocco műsorához, később pedig elkészítenek egy egész duettalbumot. Az este végére együtt zenéltek mindhárman, majd Moran Caballé kérésére lekottázta a három dalkezdeményt. Ebben az időszakban, 1987 elején Mercury a hozzá legközelebb állók szerint már érezte, hogy valami nincs rendjén az egészségével.

## Felvételek
Mercury és Moran már 1987 januárjában elkezdett dolgozni a Barcelonával kapcsolatos dalokon, és sok ötletüket szalagra rögzítették. Az akkor született ötleteiket is megmutatták később Caballénak, és sokuk fel is került az albumra. 1987. március 29-én Caballé fellépett a londoni Covent Gardenben, Mercury pedig megnézte az előadást. Az énekesnő a koncerten meglepetésként előadta az „Exercises in Free Love"-ot, miközben Moran zongorán kísérte. A koncert után az este hátralevő részében az Mercury, Moran és Caballé közös ötleteken dolgoztak, utóbbi előadta a saját ötleteit is, amelyeket ugyancsak felhasználtak az album készítésekor. Egyes változatok szerint ekkor kérte meg Mercuryt, hogy írjon egy dalt a szülővárosáról, Moran szerint viszont nem merült fel ilyesmi, a „Barcelona” cím és téma ötlete később került elő.
A felvételeket nagyobb részt a londoni Townhouse Studiosban, kisebb részt a Queen tulajdonában álló svájci Mountain Studiosban készítették. 1987 közepe-vége felé tovább simították a meglévő demókat, illetve külsős szövegírót vontak be két dalhoz, időszűke miatt. Caballé sűrű koncertprogramja miatt nagyon kevés időt tudott velük tölteni, így csak a legritkább esetben énekelt együtt valóban Mercuryval. Ezért Mercury és Moran – David Richards társproduceri segítségével – komplett zenei háttereket vettek fel, minden részletet teljesen kidolgozva, amelyből egyedül Caballé énekei hiányzott. Ráadásként Mercury falzettben, Caballé hangját utánozva felénekelte az énekesnő részeit is, egyfajta iránymutatást adva neki ezzel. Az így elkészült felvételeket kettesével küldték el Caballénak, aki gyakorolt rájuk, majd havonta két alkalommal időt tudott szakítani az éneke felvételére. Ez a procedúra rendkívül hosszadalmas volt, ezért nem készülhetett el a dalok többsége 1988 tavasza előtt – amikor Mercury már a Queennel dolgozott a The Miracle albumon. Mercury ha épp nem az albumon dolgozott, rengeteg mellékes felvételt készített, amelyek azonban végül nem jelentek meg soha. Mercurynak szándékában állt még Jacques Offenbach Hoffman meséi című művének „La Barcarole” tételét is feldolgozni, de főként Caballé időhiánya miatt későbbi időpontra halasztották, végül aztán nem lett belőle semmi.
Az egyszerűség érdekében a „Barcelona” dal kivételével mindenhol szintetizátorral imitálták a nagyzenekari hangzást. Ez nagyon lassú és aprólékos munka volt, rengeteget dolgoztak azon, hogy a szintetizált hangok a lehető legéletszerűbben szólaljanak meg. A „Barcelona” felvételéhez öt sessionzenészt alkalmaztak, akik mind Moran régi ismerősei voltak: Homi Kanga és Laurie Lewis hegedült, Deborah Ann Johnston csellózott, Barry Castle kürtözött, és Frank Ricotti dobolt. Az ő hangszerelésüket két nap alatt vették fel a Townhouse-ban.
Moran, Mercury és Richards hárman heteken keresztül dolgoztak a stúdióban, aprólékos munkával készítették fel a zenei szőnyeget Caballé énekére. „De még ez sem volt elég a tökéletességből” – mondta később Moran. – „Magát a stúdiót is ki kellett csiszolni, tisztítani, és felkészíteni, ráadásul Freddie kidekorálta a Townhouse női mosdóját, arra az esetre, ha a díva véletlenül használná.” John Brough, a Townhouse hangmérnöke szerint amikor Mercury készült Caballé érkezésére, Mercury idegessége rájuk is átragadt: „Montserrat azelőtt csak élőben rögzített felvételeket. Szóval Dave Richards és én arra gondoltunk, »sosem dolgoztunk opera-énekesnővel azelőtt. Vajon milyen fajta mikrofonokat használ?« Aztán rájöttünk, hogy valószínűleg sosem viselt még felvételhez fejhallgatót, így hát felállítottunk pár hangszórót mindkét oldala felől.” Caballé és Mercury összebarátkoztak a közös munka során, nagyon jól megértették egymást, és rengeteget nevettek a stúdióban. Az énekes precízségre való törekedése, és az ebből származó elkerülhetetlen konfliktus inkább Morannal szemben csapódott le, akivel bár ugyancsak remekül megértették egymást, vérbeli zenészek révén gyakran hajthatatlanok voltak. Brough így emlékszik vissza az egyik ilyen esetre: „Emlékszem, egy alkalommal Mike és Fred között vita alakult ki egyetlen zenei hangon. Míg Freddie-nek nagyon tetszett, ahogy a hang lezárta a szakaszt, Mike egyszerűen nem tartotta megvalósíthatónak, mert nem esett bele a cselló hangterjedelmébe. Mike valójában eléggé dühös is volt. Freddie így szólt vissza neki: »Tehát Mózes belevéste a kőtáblákba, hogy egy szintetizált cselló nem tudja lejátszani ezt a hangot?«”

## Kompozíció
- BarcelonaAz album legelső, fő dala, amelyet Mercury Caballé iránt érzett csodálata ihletett.[23] Ez a lemez egyetlen dala, amely felvételénél élő zenekart alkalmaztak.[20]

Nem tudod lejátszani a fájlt?
A lemezen hallható nyolc dal mindegyikének Mercury és Moran voltak a fő szerzői, jellemzően – de nem kizárólagosan – Moran a zenét szerezte, Mercury pedig a szöveget írta. Időszűke miatt vonták be a projektbe Tim Rice-t, aki a „The Fallen Priest” és a „The Golden Boy” dalok szövegeit írta. Az akkor még instrumentális „Exercises in Free Love”-ot Mercury azzal a kikötéssel ajánlotta oda Caballének, hogy írjon hozzá szöveget: ebből lett az „Ensueño”. Mind Mercury, mind Caballé szerint Moran velük egyenrangú félként vette ki a részét az album készítéséből: „Az ok, amiért Fred és én elkészítettük ezt az albumot, hogy vannak dolgok, amelyeket én meg tudok csinálni, ő pedig nem, és elég nyilvánvalóan olyan dolgok, amelyeket ő meg tud csinálni, én pedig nem.” Míg Moran a hagyományos, papíralapú dalszerzésben volt járatosabb, Mercury inkább zongorázás közben szerzett ihletet, és magnóra vette az ötleteit; ezt a két módszert kombinálták a közös munka során. „Volt egyfajta vad, ösztönös ellenérzése az iskolázott zenész ellen, de mindig megtaláltuk a középutat.” – mondta később Moran. – ”Néhány dolognak nem volt számomra értelme papíron, Fred mégis ragaszkodott hozzájuk. Időnként ezek nem működnek, és én azt mondom: »látod«. Máskor csodálatosan bejönnek, és ő mondja: »látod?«”
Egyetértettek abban, hogy nem alkalmaznak élő zenekart. Ennek több oka is volt: gyorsabban haladhattak a hangszereléssel, bármikor változtatni tudtak egy-egy részleten, és így Mercury is jobban bele tudott folyni a zene komponálásába. Ez alól csak a lemez fő dala, a „Barcelona” volt kivétel. A kíséretet Moran szintetizátorokkal komponálta, elsődlegesen egy E-mu Emulator II-t használt, amelybe 5,25 hüvelykes kislemezeken kellett betáplálni a gyári zenei hangokat. Egy-egy lemez beolvasása vagy 15-20 másodpercet vett igénybe, ami igencsak lassította a folyamatot. Ahol Moran úgy érezte, hogy az Emulatornak hiányosságai vannak, ott Prophet 5 és Korg M1 szintetizátorral finomította a hangzást. Mercury az énekének minden egyes sorát rövid részletekben, rendkívül aprólékosan rögzítette, majd háromszor vagy négyszer rájátszással vastagította. Zenei képzés híján ösztönösen próbálta megtapasztalni, hogyan kell Caballé szoprán hangjára zenét írni: „Utána kellett néznem, hogy szert tegyek egy kis operai tudásra, hogy biztos legyek benne, jól használom ki a hangját. Sokat beszélgettem vele, és sok felvételét átnéztem, hogy megtaláljam a finomabb pontjait, hogy azután ténylegesen fel tudjam őket használni a zenében.”
A „Barcelona” a lemez fő dala, eredetileg csak ezt tervezték elkészíteni. A címe és témája Caballét jelképezi: Mercury csodálatát az énekesnő iránt, „aki az ő szemében nem csak a szülővárosát testesítette meg, hanem az egész népét.” A „La Japonaise” japán nyelvű verssorai. és keleties zenéje a Mercury által nagyon kedvelt japán kultúra iránti tiszteletét fejezte ki. A „The Fallen Priest” és a „The Golden Boy” dalok szövegét írta Tim Rice. Az előbbi két szerelmes kálváriáját meséli el, amelyben Caballé Isten hangjaként szólal meg, utóbbiban az énekes álmai asszonyáról énekel, a gospel hatást Madeline Bell, Debbie Bishop, Lance Ellington, Miriam Stockley, Peter Straker, Mark Williamson és Carol Woods háttérvokálja erősíti. Az „Ensueño” az egyetlen dal, amelynek felvételekor a két énekes egy mikrofonba énekelt. Caballé rávette Mercuryt, hogy a feszes tenor helyett természetes bariton hangján énekeljen. Az ensueño álmot jelet, az énekesnő az álmáról beszél, ahol megtapasztalta az igaz szerelmet. A "Guide Me Home" és "How Can I Go On" dalok szövegírója Mercury volt, Georg Purvis szerint nehéz ezeket a dalokat anélkül hallgatni, hogy eszünkbe ne jutna, az énekes már tudott a betegségéről. Az utóbbiban John Deacon basszusgitározott. Az „Overture Piccante” hatperces mix a lemez egyes dalaiból, arra kellett, hogy az album elérje a negyvenperces hosszt.

## Megjelenés

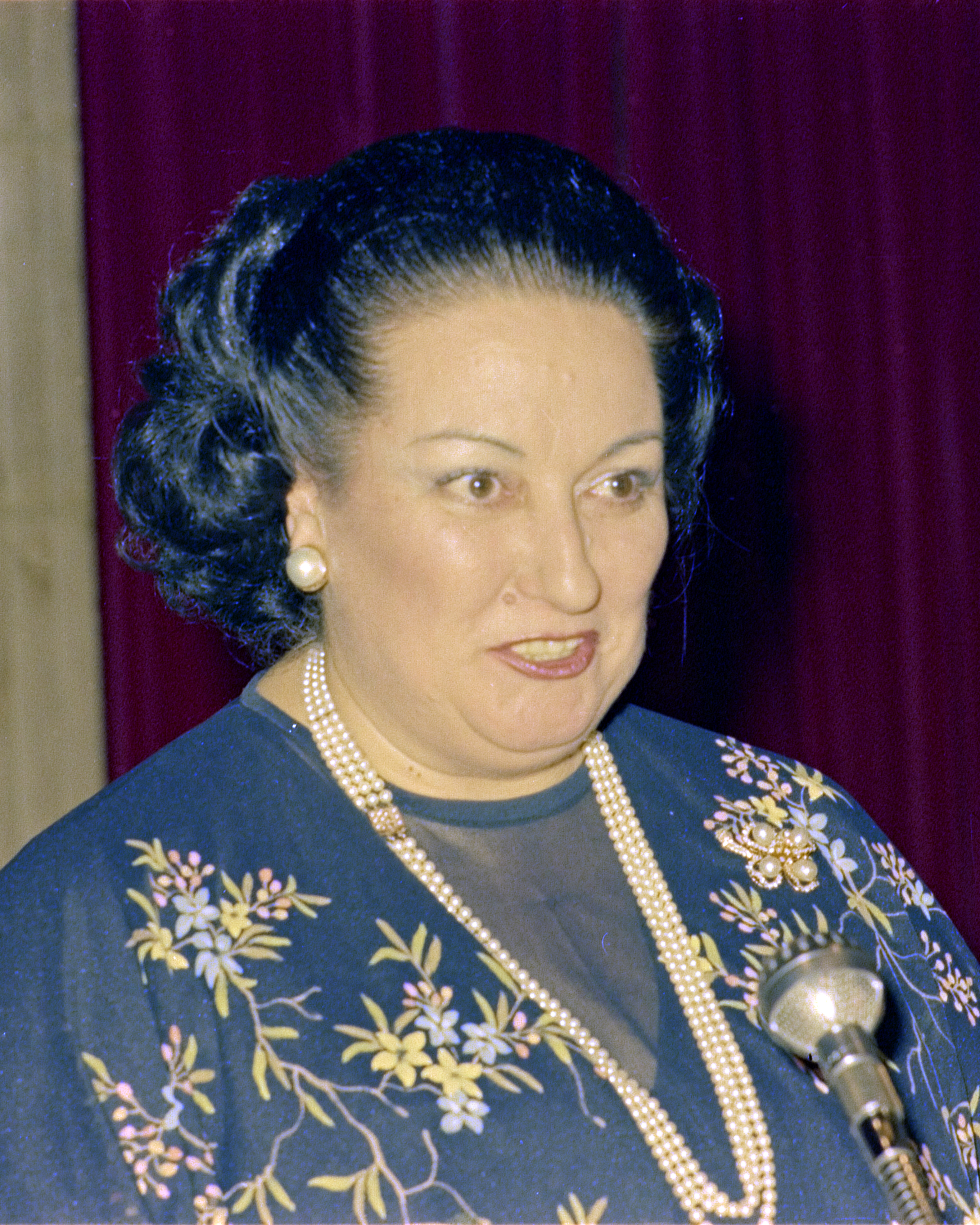
Montserrat Caballé

Kislemezként a „Barcelona” dal már egy évvel az album előtt, 1987. október 26-án megjelent. Figyelemreméltó sikert ért el, Angliában a 8. helyet érte el a slágerlistán, Spanyolországban pedig a forgalmazásának első három órában több mint tízezer példányban kelt el. 1988 májusában Mercury elutazott Spanyolországba, ahol a nyaralása mellett Caballéval megvalósították Sagliocco eredeti elképzelését: San Antonio-i Ku Klubban, az Ibiza 92 Festival keretében – több más előadó mellett – 6 ezer vendég előtt előadták a „Barcelona”-t. Bár ők voltak a fő fellépők, a dalt mégis szalagról játszották le, míg a kísérőzenekart Moran vezényelte. Az album megjelenése előtt két nappal, 1988. október 8-án a két művész volt a főattrakció a barcelonai La Nit koncerten, ahol az olimpiai fáklya a városba érkezését ünnepelték. Az előadást 125 ezer ember nézte meg, köztük a spanyol uralkodói család. Mercury és Caballé ezen az előadáson sem élőben énekeltek.
Az album 1988. október 10-én jelent meg. Mercury az egész projekt kedvéért visszavett a rock and roll sztárként rá jellemző különcségeiből: levágatta a bajszát, operaénekesekre jellemző, elegáns ruhákban lépett színpadra, és visszafogottan, majdnem egy helyben állva énekelt. Ugyanígy a lemez borítóján Caballé egy széken ült, mellette állt Mercury mellényben, elegánsan felöltözve. A belső borítón a két művészről régebben, külön-külön készült különböző fényképek voltak láthatóak. Az feltételezéseknek ellentmondva a dal és a lemez címe nem az olimpiai játékokra utal, hanem Barcelona városára, ahol először találkoztak. További két kislemez jelent meg az albumról, és mindkettő felkerült a slágerlistára Angliában: a „The Golden Boy” a 86., a „How Can I Go On” a 95. helyre. Maga az album a huszonötödik helyet érte el Angliában, és hatvanezer példány feletti eladással ezüstlemez lett. Ugyancsak nagy sikere volt a lemeznek is Spanyolországban, 1992-ig több mint százezer példányban fogyott. Mercury halála után újra kiadták az albumot és a „Barcelona” kislemezt, mindkettő jelentősebb sikert ért el ekkor, mint eredeti megjelenésekor. A „Barcelona” – főleg Mercury halála miatt – nem lett végül az 1992-es olimpia hivatalos dala, de elhangzott a megnyitó ceremónián: Caballé José Carrerasszal adta elő. Amerikában az újra-kiadást – ahogy az akkori Queen-lemezeket is – a Hollywood Records forgalmazta. 1988-as megjelenése óta világszerte hozzávetőlegesen egymillió példányban kelt el.
2000-ben a háromlemezes The Solo Collection részeként újra megjelent. 2012-ben, megjelenésének huszonötödik évfordulójára az Island Records újra kiadta a lemezt Barcelona – The Special Edition címmel. Ezúttal minden egyes dalhoz élő zenekari hátteret vettek fel. Az új kíséretet Stuart Morley írta és rögzítette a 80 tagú Prague FILMHarmonic Orchestra vezényletével. Az új változat producere Morley és Kris Fredrikson volt. A lemez reklámozására készítettek egy televíziós dokumentumfilmet is, amely sok addig még nem publikált anyagot is tartalmazott. A filmet Rhys Thomas rendezte, és 2012. szeptember 24-én DVD és BluRay lemezen is megjelent. Az új kiadvány a 47. helyet érte el a brit albumlistán.

## Kritikai fogadtatás
| Kritikák             | Kritikák  |
| Forrás               | Értékelés |
| -------------------- | --------- |
| Q                    | (1988)    |
| Entertainment Weekly | B (1992)  |
| Robert Christgau     | C– (1992) |
| Daily Express        | (2012)    |
| Mojo                 | (2012)    |
| Q                    | (2012)    |
| AllMusic             | [ 55 ]    |

Mind megjelenése idején, mind az azóta eltelt években megoszlik a Barcelona fogadtatása. 1988-ban a brit sajtó kedvelte, vagy legalábbis óvatosan nyilatkozott a lemezről. A Sounds szerint „a valódi zenekedvelők értékelni fogják ezt az albumot,” a Kerrang! kritikusa szerint „ez szenzáció. Teljesen abnormális és kifinomult,” míg visszafogottabban írt róla az NME: „Az A oldal agyrém, a B oldal kirobbanó, a kettő keveréke érdekes.” és a Record Mirror: „A lehető legfurcsább tehetségkombináció. Freddie ül a karosszékben, miközben a fenséges Monserrat repül, vadul énekel és trillázik. Ilyet nem láttam a »Bohemian Rhapsody« óta.” A The Times 1988-as véleménye szerint a műből hiányzik a összpontosítás: „hogy igazságosak legyünk, Mercury ügyesen megosztotta a terheit azzal a húzásával, hogy ismét összeállt az igazival: ugyanazzal a jeles spanyol dívával, Montserrat Caballéval, akivel először 18 hónapja dolgozott együtt a »Barcelona« című közös slágerükön. Mostanra a »Barcelona« az azonos című albummá nőtte ki magát, amelyre ez a határozottan furcsa pár kidolgozott még hét erőteljes dalt. A dalokat nagyrészt Mercury jegyzi, és magukon viselik minden jegyét annak a felfújt vicc-opera stílusnak, amely annyira jellemzője volt a Queen 1976-os [sic] jackpot slágerének, a grandiózus című, furcsa és bonyolultan képtelen »Bohemian Rhapsody«-nak.” David Sinclair a Q-ban azt írta róla: „közepesen rokonszenves bolondság, amelynek több köze van a Macskákhoz és a Time-hoz, mint a Tommyhoz, vagy a Traviatához.” Robert Christgau 1992-ben közepesre értékelte, cinikusan írta róla: „Nehogy valaki azzal gyanúsítson, hogy szentimentális vagyok az elhunytakkal szemben, hagy mutassam be ezt a feltámadt kultusztárgyat, mint bizonyítékot arra, hogy nem kell homofóbnak lenni ahhoz, hogy az ember utálja az operafantáziákat.” Jim Farber az Entertainment Weekly-ben B értékelést adott rá: „Minden anyag a Barcelonán a pisze rockkal szemben az »igazi« opera javára íródott, de persze szerethető popdallamok kukucskálnak keresztül rajta. A cucc valahol Andrew Lloyd Webber és a „Climb Ev’ry Mountain” között landol.”
Geoff Orens az AllMusic oldalán két és fél csillagra értékelte a lehetséges ötből: „...nehéz ezt a felvételt ajánlani. A legtöbb operarajongó valószínűleg túl egyszerűnek és túl pophangzásúnak fogja találni, míg sok rockrajongó biztosan túl klasszikusnak tartja. Az album első fele mindazonáltal minden újdonságra nyitott zenehallgatónak megér egy meghallgatást. Az olyan, félig operai melódiákat és nagyszabású produkciót keverő dalok, mint a »Barcelona« és a »La Japonaise« megdöbbentenek a szépségükkel; a zenei világ spektrumának ellentétes végein elhelyezkedő két énekes meglepően jól működik együtt. [...] ...a gyengeségei ellenére a felvétel jó néhány olyan szép és szenvedélyes dalt tartalmaz, melyek valószínűleg semmi máshoz nem hasonlíthatóak, amit a legtöbb rock és pop rajongó hallott azelőtt. Már egyedül ez dicséretet érdemel.” John Potter a Vocal Authority: Singing Style and Ideology című könyvében úgy találta, hogy amíg Caballé az operai stílusának megfelelően énekel, nem vállal kockázatot a bevált szerepének elhagyásával, és az éneklés szépségének megtartásával gyakran az érthetőségét kockáztatja, addig Mercury előadásmódja a személyiségét tükrözi: átadni a mondanivalót bármi áron, azt a megoldást használva, ami a legjobb eredményt hozhatja. Fáy Miklós 2001-ben a Mozgó Világban úgy vélte, hogy mélyen a valóságos értéke alatt becsült: „az első és eddig egyetlen lemez, amely valóságos értelmet ad annak, hogy operaénekes és rocksztár közösen ad elő valamit. Világos a két rendszer közötti különbség, de nem feltétlenül az opera nyer mindig. Caballé persze csodálatos, a hangja fölötti kontroll, a lélegzetének hossza, a finomsága, nőiessége, de cserébe Mercury is ad valami nyersen férfiasat, a köznapiság erejét, a szövegmondás tisztaságát, a lendületet, a torokhangon ordítozás örömét.”

## Az album dalai
| 1. | Barcelona         | Freddie Mercury, Mike Moran        | 5:37 |
| 2. | La Japonaise      | Mercury, Moran                     | 4:49 |
| 3. | The Fallen Priest | Mercury, Moran, Tim Rice           | 5:46 |
| 4. | Ensueño           | Mercury, Moran, Montserrat Caballé | 4:21 |

| 5. | The Golden Boy    | Mercury, Moran, Rice | 6:04 |
| 6. | Guide Me Home     | Mercury, Moran       | 2:49 |
| 7. | How Can I Go On   | Mercury, Moran       | 3:51 |
| 8. | Overture Piccante | Mercury, Moran       | 6:40 |

A huszonötödik évfordulós kiadvány dalsorrendje, és a dalok hossza megegyezik az eredeti kiadáséval. Az első bónuszlemezre ritkaságok, a másodikra a komplett album instrumentális változata került.
| 1. | Exercises in Free Love                                                          | Mercury, Moran          | 3:55 |
| 2. | Barcelona (Early Version: Freddie’s Demo Vocal)                                 | Mercury, Moran          | 4:19 |
| 3. | La Japonaise (Early Version: Freddie’s Demo Vocal)                              | Mercury, Moran          | 4:39 |
| 4. | Rachmaninov’s Revenge (The Fallen Priest) (Later Version: Freddie’s Demo Vocal) | Mercury, Moran          | 5:48 |
| 5. | Ensueno (Monsterrat’s Live Takes)                                               | Mercury, Moran, Caballé | 5:33 |
| 6. | The Golden Boy (Early Version: Freddie’s Demo Vocal)                            | Mercury, Moran          | 3:52 |
| 7. | Guide Me Home/How Can I Go On (Alternative Versions)                            | Mercury, Moran          | 4:42 |
| 8. | How Can I Go On (Alternative Piano Version)                                     | Mercury, Moran          | 3:44 |

## Közreműködők
Jacky Gunn és Georg Purvis alapján.
| - Freddie Mercury – vokál, billentyűsök - Montserrat Caballé – vokál | Közreműködő zenészek - Mike Moran – billentyűsök, hangszerelés - John Deacon – basszusgitár: „How Can I Go On” - Homi Kanga – hegedű: „Barcelona” - Laurie Lewis – hegedű: „Barcelona” - Deborah Ann Johnston – cselló: „Barcelona” - Barry Castle – fúvósok: „Barcelona” - Frank Ricotti – dob: „Barcelona” - Madeline Bell, Debbie Bishop, Lance Ellington, Miriam Stockley, Peter Straker, Mark Williamson, Carol Woods – háttérvokál: „The Golden Boy” | Produkció - Freddie Mercury – producer - David Richards – producer - Mike Moran – producer - Richard Dodd – hangmérnök - John Brough – hangmérnök - Andy Mason – hangmérnök - Richard Gray – borítóterv - Peter Hince – borítókép - Terry O'Neill – borítókép |  |

## Helyezések és eladások
| Ország                | Helyezés |
| --------------------- | -------- |
| Brit albumlista       | 15       |
| Ausztriai albumlista  | 24       |
| Holland albumlista    | 10       |
| Német albumlista      | 41       |
| Svéd albumlista       | 37       |
| Új-Zélandi albumlista | 13       |
| Svájci albumlista     | 18       |

| Ország             | Eladási minősítés | Megjegyzés | Eladás  |
| ------------------ | ----------------- | ---------- | ------- |
| Anglia (BPI)       | ezüst             | 1988-ban   | 60 000+ |
| Svájc (IFPI Svájc) | platina           |            | 30 000+ |

Kislemezek
| Év   | Kislemez        | GBR | FRA | GER | IRE | NLD | SWI | SWE |
| ---- | --------------- | --- | --- | --- | --- | --- | --- | --- |
| 1987 | Barcelona       | 8   | 6   | 32  | 8   | 2   | 8   | 12  |
| 1988 | The Golden Boy  | 83  | —   | —   | —   | —   | —   | —   |
| 1989 | How Can I Go On | 95  | —   | —   | —   | —   | —   | —   |
| 1992 | Barcelona       | 2   | —   | —   | 3   | —   | —   | —   |

## Kiadás
| Ország  | Megjelenés dátuma | Kiadó     | Formátum        | Katalógusszám |
| ------- | ----------------- | --------- | --------------- | ------------- |
| Anglia  | 1988. október 10. | Polydor   | LP, CD, kazetta | POLH 44       |
| Amerika | 1992. július 14.  | Hollywood | CD              | HR-61366-2    |
| Anglia  | 1992. július 14.  | Polydor   | CD, kazetta     | INT 837277 2  |
| Anglia  | 2012              | Island    | CD              |               |